# 홈 (2009년 영화)
《홈》(Home)은 얀 아르튀스 베르트랑이 제작한 2009년작 환경 다큐멘터리이다. 이 영화는 거의 대부분 항공 촬영으로 제작되었으며, 지구 상의 다양한 생명체를 보여주면서, 인간이 생태계의 균형을 어떻게 위협하고 있는지를 보여주고 있다. 홈은 환경의 날인 2009년 6월 5일 전 세계 181개국에서 극장과 DVD, 텔레비전, 그리고 유튜브에서 동시 개봉하였다.

## 출연

### 주연
- 얀 아르튀스-베르트랑
- 오세훈
- 글렌 클로즈
- 셀마 헤이엑

## 제작
얀 아르튀스 베르트랑은 50개국 이상의 지역에서 18개월 이상 동안 작은 헬리콥터로 비행하면서, 다양한 장소에서 이 영화를 촬영했다. 촬영에는 헬리콥터 밑에 고화질의 시네플렉스 카메라를 장착하여 사용했다. 시네플렉스 카메라는 원래 군용 화기를 위해 제작된 것으로, 자이로 센서가 함께 있어 마치 크레인 암이나 카메라 운반대에서 촬영된 것처럼 부드러운 영상을 잡아낼 수 있도록 흔들림없는 촬영이 가능하다. 항공 촬영 직후에는 곧바로 쓸모있게 촬영되었는지 검사하여, 총 488시간 분량의 필름을 얻을 수 있었다.

## 배급과 홍보

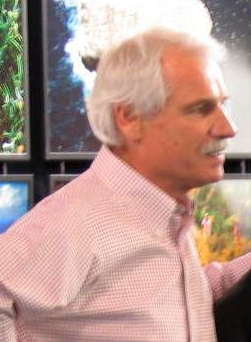
2006년의 얀 아르튀스 베르트랑

제작사는 온라인 상에서 다큐멘터리를 홍보하기 위해"홈프로젝트"(HomeProject)라는 유튜브 채널을 만들었다. 이곳에 영화로 제작되고 있던 다양한 동영상 클립이 업로드되었다.
2009년 3월 9일, 프랑스 파리에서 기자회견이 열렸는데, 여기서 얀 아르튀스 베르트랑과 제작자들은 이 영화에 대한 다양한 주제들을 발표하면서, 이 영화를 전 세계 극장, 텔레비전, DVD, 그리고 인터넷으로 동시에 개봉할 것이라고 언급했다.
2009년 5월 5일, 파리에서 열린 두 번째 기자회견에서, 환경의 날인 2009년 6월 5일 개봉할 것이라 밝혔다. 또한 누구에게나 무료로 이 영화를 볼 수 있도록 하겠다며, "이 영화의 가치는 돈이 아니라, 관객의 수로 평가받을 것이다"라고 말했다. 이와 함께 비용은 PPR이 스폰서를 맡기로 했다고 밝혔다.
이 영화는 6월 14일까지 무료로 14개 언어로 방송되었다. 블루레이 버전은 20세기 폭스에서 발표하였으며, 약 10만장 이상이 판매될 것으로 기대하고 있다. 판매에 따른 제작 비용이 모두 회수되고 나면, 이 후의 모든 수익금은 얀 아르튀스 베르트랑이 세운 자선단체 굿플래닛에 전달된다.